# Campeonato Mundial Junior de Atletismo de 2012
El XIV Campeonato Mundial Junior de Atletismo  se celebró del 10 al 15 de julio de 2012 en la ciudad de Barcelona, España. La sede del evento fue el Estadio Olímpico Lluís Companys.
Participaron 179 federaciones nacionales pertenecientes a la Asociación Internacional de Federaciones de Atletismo (IAAF), que comprendían a 1.734 atletas, de los cuales 957 eran de la rama masculina y 777 de la rama femenina.

## Resultados

### Masculino
| Evento                                      | Oro                                                                          | Plata                                                                             | Bronce                                                                                |
| ------------------------------------------- | ---------------------------------------------------------------------------- | --------------------------------------------------------------------------------- | ------------------------------------------------------------------------------------- |
| 100 m (11 de julio)                         | Adam Gemili Reino Unido 10,05                                                | Aaron Ernest Estados Unidos 10,17                                                 | Odean Skeen Jamaica 10,28                                                             |
| 200 m (13 de julio)                         | Delano Williams Islas Turcas y Caicos 20,48                                  | Aaron Ernest Estados Unidos 20,53                                                 | Tyreek Hill Estados Unidos 20,54                                                      |
| 400 m (12 de julio)                         | Luguelín Santos · República Dominicana · 44,85                               | Arman Hall Estados Unidos 45,39                                                   | Steven Solomon Australia 45,52 Aldrich Bailey Estados Unidos 45,52                    |
| 800 m (15 de julio)                         | Nijel Amos Botsuana 1:43,79                                                  | Timothy Kitum Kenia 1:44,56                                                       | Edwin Kiplagat Melly Kenia 1:44,79                                                    |
| 1.500 m (12 de julio)                       | Hamza Driouch Catar 3:39,04                                                  | Hillary Ngetich Kenia 3:40,39                                                     | Abdelhadi Labäli Marruecos 3:40,60                                                    |
| 5.000 m (14 de julio)                       | Muktar Edris Etiopía 13:38,95                                                | Abrar Adem Eritrea 13:40,52                                                       | Wiliam Sitonik Kenia 13:40,52                                                         |
| 10.000 m (10 de julio)                      | Yigrem Demelash Etiopía 28:16.07                                             | Philemon Cheboi Kenia 28:23.98                                                    | Geoffrey Kirui Kenia 28:30.47                                                         |
| 3.000 m obstáculos (15 de julio)            | Conseslus Kipruto Kenia 8:06,10                                              | Gilbert Kirui Kenia 8:19,94                                                       | Hicham Sigueni Marruecos 8:30,14                                                      |
| 110 m vallas, 99 cm (12 de julio)           | Yordan O'Farrill · Cuba · 13,18                                              | Nicholas Hough Australia 13,27                                                    | Wilhem Belocian Francia 13,29                                                         |
| 400 m vallas (13 de julio)                  | Eric Futch Estados Unidos 50,24                                              | Takahiro Matsumoto Japón 50,41                                                    | Ibrahim Saleh Arabia Saudita 50,47                                                    |
| Salto de altura (13 de julio)               | Andrei Churyla · Bielorrusia · 2,24                                          | Falk Wendrich · Alemania · 2,24                                                   | Ryan Ingraham Bahamas 2,24                                                            |
| Salto con pértiga (12 de julio)             | Thiago Braz da Silva · Brasil · 5,55                                         | Ivan Horvat · Croacia · 5,55                                                      | Shawnacy Barber · Canadá · 5,55                                                       |
| Salto de longitud (11 de julio)             | Sergey Morgunov · Rusia · 8,09                                               | Andreas Trajkovski Dinamarca 7,82                                                 | Jarrion Lawson Estados Unidos 7,64                                                    |
| Triple salto (15 de julio)                  | Pedro Pichardo · Cuba · 16,79                                                | Artem Primak · Rusia · 16,60                                                      | Latario Collie-Minns Bahamas 16,37                                                    |
| Lanzamiento de peso, 6 kg (11 de julio)     | Jacko Gill Nueva Zelanda 22,20                                               | Krzysztof Brzozowski · Polonia · 21,78                                            | Damien Birkinhead Australia 21,14                                                     |
| Lanzamiento de disco, 1750 kg (12 de julio) | Fedrick Dacres Jamaica 62,80                                                 | Wojciech Praczyk · Polonia · 62,75                                                | Gerhard de Beer Sudáfrica 61,57                                                       |
| Lanzamiento de martillo, 6 kg (14 de julio) | Ashraf Elseify Catar 85,57 (RMJ)                                             | Bence Pásztor · Hungría · 76,74                                                   | Suhrob Khodjaev Uzbekistán 76,16                                                      |
| Lanzamiento de jabalina (13 de julio)       | Keshorn Walcott Trinidad y Tobago 78,64                                      | Braian Toledo Argentina 77,09                                                     | Morné Moolman Sudáfrica 76,29                                                         |
| Decatlón junior (10 - 11 de julio)          | Gunnar Dixon Estados Unidos 8.018 pts.                                       | Jake Stein Australia 7.951 pts.                                                   | Tim Dekker · Países Bajos · 7.815 pts.                                                |
| 10.000 m Marcha (13 de julio)               | Éider Arévalo · Colombia · 40:09,74                                          | Aleksandr Ivanov · Rusia · 40:12,90                                               | Guanyu Su China 40:16,87                                                              |
| 4 x 100 m (14 de julio)                     | Tyreek Hill Aldrich Bailey Arthur Delaney Aaron Ernest Estados Unidos 38,67  | Tyquendo Tracey Odean Skeen Jevaughn Minzie Jazeel Murphy Jamaica 38,97           | Kazuma Oseto Akiyuki Hashimoto Aska Cambridge Kazuki Kanamori Japón 39,02             |
| 4 x 400 m (15 de julio)                     | Quincy Downing Aldrich Bailey Chidi Okezie Arman Hall Estados Unidos 3:03,99 | Karol Zalewski · Rafal Smolen · Piotr Kusnierz · Patryk Dobek · Polonia · 3:05,05 | Asa Guevara Jereem Richards Brandon Benjamin Machel Cedenio Trinidad y Tobago 3:06,32 |

RMJ: Récord mundial en categoría junior.

### Femenino
| Evento                                | Oro                                                                              | Plata                                                                                 | Bronce                                                                                           |
| ------------------------------------- | -------------------------------------------------------------------------------- | ------------------------------------------------------------------------------------- | ------------------------------------------------------------------------------------------------ |
| 100 m (11 de julio)                   | Anthonique Strachan Bahamas 11,20                                                | Nimet Karakus Turquía 11,36                                                           | Tamiris de Liz · Brasil · 11,45                                                                  |
| 200 m (13 de julio)                   | Anthonique Strachan Bahamas 22,53                                                | Olivia Ekpone Estados Unidos 23,15                                                    | Dezerea Bryant Estados Unidos 23,15                                                              |
| 400 m (13 de julio)                   | Ashley Spencer Estados Unidos 50,50                                              | Kadecia Baird Guyana 51,04                                                            | Erika Rucker Estados Unidos 51,10                                                                |
| 800 m (12 de julio)                   | Ajee Wilson Estados Unidos 2:00,91                                               | Jessica Judd Reino Unido 2:00,96                                                      | Manal El Bahraoui Marruecos 2:03,09                                                              |
| 1.500 m (15 de julio)                 | Faith Kipyegon Kenia 4:04,96                                                     | Amela Terzic Serbia 4:07,59                                                           | Senbere Teferi Etiopía 4:08,28                                                                   |
| 3.000 m (10 de julio)                 | Mercy Chebwogen Kenia 9:08,88                                                    | Hiwot Gebrekidan Etiopía 9:09,27                                                      | Emelia Gorecka Reino Unido 9:09,43                                                               |
| 5.000 m (11 de julio)                 | Buze Diriba Etiopía 15:32,94                                                     | Ruti Aga Etiopía 15:32,95                                                             | Agnes Tirop Kenia 15:36,74                                                                       |
| 3.000 m obstáculos (12 de julio)      | Daisy Jepkemei Kenia 9:47,22                                                     | Tejinesh Gebisa Etiopía 9:50,51                                                       | Stella Rutto Kenia 9:50,58                                                                       |
| 100 m vallas (15 de julio)            | Morgan Snow Estados Unidos 13,38                                                 | Noemi Zbären · Suiza · 13,42                                                          | Ekaterina Bleskina · Rusia · 14,43                                                               |
| 400 m vallas (14 de julio)            | Javiene Russell Jamaica 56,62                                                    | Aurèlie Chaboudez Francia 57,14                                                       | Kaila Barber Estados Unidos 57,63                                                                |
| Salto de altura (15 de julio)         | Alessia Trost · Italia · 1,91                                                    | Lissa Labiche Seychelles 1,88                                                         | Maria Kuchina · Rusia · 1,88                                                                     |
| Salto con pértiga (14 de julio)       | Angelica Bengtsson · Suecia · 4,50                                               | Liz Parnov Australia 4,30                                                             | Roberta Bruni · Italia · 4,20                                                                    |
| Salto de longitud (13 de julio)       | Katarina Johnson-Thompson Reino Unido 6,81                                       | Lena Malkus · Alemania · 6,80                                                         | Jazmin Sawyers Reino Unido 6,67                                                                  |
| Triple salto (12 de julio)            | Ana Peleteiro · España · 14,17                                                   | Dovilé Dzindzaletaité · Lituania · 14,17                                              | Liuba Zaldívar · Cuba · 13,90                                                                    |
| Lanzamiento de peso (10 de julio)     | Shanice Craft · Alemania · 17,15                                                 | Gao Yang China 16,57                                                                  | Bian Ka China 16,48                                                                              |
| Lanzamiento de disco (15 de julio)    | Anna Rüh · Alemania · 62,38                                                      | Shanice Craft · Alemania · 60,42                                                      | Shelbi Vaughan Estados Unidos 60,07                                                              |
| Lanzamiento de martillo (14 de julio) | Alexandra Tavernier Francia 70,62                                                | Alexia Sedykh Francia 67,34                                                           | Alena Navahrodskaya · Bielorrusia · 67,13                                                        |
| Lanzamiento de jabalina (11 de julio) | Sofi Flinck · Suecia · 61,40                                                     | Shiying Liu China 59,20                                                               | Marija Vucenovic Serbia 57,12                                                                    |
| Heptatlón (12 -13 de julio)           | Yorgelis Rodríguez · Cuba · 5.966 pts.                                           | Xénia Krizsán · Hungría · 5.957 pts.                                                  | Tamara de Sousa · Brasil · 5.900 pts.                                                            |
| 10.000 m Marcha (11 de julio)         | Ekaterina Medvedeva · Rusia · 45:41,74                                           | Nadezhda Leontyeva · Rusia · 45:43,64                                                 | Sandra Arenas · Colombia · 45:44,46                                                              |
| 4 x 100 m relevos (14 de julio)       | Morgan Snow Dezerea Bryant Jennifer Madu Shayla Sanders Estados Unidos 43,89     | Alexandra Burghardt · Ida Mayer · Katharina Grompe · Jessie Maduka · Alemania · 44,24 | Camila de Souza · Tamiris de Liz · Nathalia da Rosa · Jéssica Carolina dos Reis · Brasil · 44,29 |
| 4 x 400 m relevos (15 de julio)       | Erika Rucker Olivia Ekpone Kendall Baisden Ashley Spencer Estados Unidos 3:30,01 | Sandrae Farquharson Olivia James Shericka Jackson Janieve Russell Jamaica 3:32,97     | Yana Glotova · Alina Galitskaya · Yuliya Koltachikhina · Ekaterina Renzhina · Rusia · 3:36,42    |

## Medallero
| Núm. | País                        | Oro | Plata | Bronce | Total |
| ---- | --------------------------- | --- | ----- | ------ | ----- |
| 1    | Estados Unidos (USA)        | 9   | 4     | 7      | 20    |
| 2    | Kenia (KEN)                 | 4   | 4     | 5      | 13    |
| 3    | Etiopía (ETH)               | 3   | 3     | 1      | 7     |
| 4    | Cuba (CUB)                  | 3   | 0     | 1      | 4     |
| 5    | Alemania (GER)              | 2   | 4     | 0      | 6     |
| 6    | Rusia (RUS)                 | 2   | 3     | 3      | 8     |
| 7    | Jamaica (JAM)               | 2   | 2     | 1      | 5     |
| 8    | Reino Unido (GBR)           | 2   | 1     | 2      | 5     |
| 9    | Bahamas (BAH)               | 2   | 0     | 2      | 4     |
| 10   | Catar (QAT)                 | 2   | 0     | 0      | 2     |
| 10   | Suecia (SWE)                | 2   | 0     | 0      | 2     |
| 12   | Francia (FRA)               | 1   | 2     | 1      | 4     |
| 13   | Brasil (BRA)                | 1   | 0     | 3      | 4     |
| 14   | Bielorrusia (BLR)           | 1   | 0     | 1      | 2     |
| 14   | Colombia (COL)              | 1   | 0     | 1      | 2     |
| 14   | Italia (ITA)                | 1   | 0     | 1      | 2     |
| 14   | Trinidad y Tobago (TRI)     | 1   | 0     | 1      | 2     |
| 18   | Botsuana (BOT)              | 1   | 0     | 0      | 1     |
| 18   | España (ESP)                | 1   | 0     | 0      | 1     |
| 18   | Islas Turcas y Caicos (TKS) | 1   | 0     | 0      | 1     |
| 18   | Nueva Zelanda (NZL)         | 1   | 0     | 0      | 1     |
| 18   | República Dominicana (DOM)  | 1   | 0     | 0      | 1     |
| 23   | Australia (AUS)             | 0   | 3     | 2      | 5     |
| 24   | Polonia (POL)               | 0   | 3     | 0      | 3     |
| 25   | China (CHN)                 | 0   | 2     | 2      | 4     |
| 26   | Hungría (HUN)               | 0   | 2     | 0      | 2     |
| 27   | Japón (JPN)                 | 0   | 1     | 1      | 2     |
| 27   | Serbia (SRB)                | 0   | 1     | 1      | 2     |
| 29   | Argentina (ARG)             | 0   | 1     | 0      | 1     |
| 29   | Croacia (CRO)               | 0   | 1     | 0      | 1     |
| 29   | Dinamarca (DEN)             | 0   | 1     | 0      | 1     |
| 29   | Eritrea (ERI)               | 0   | 1     | 0      | 1     |
| 29   | Guyana (GUY)                | 0   | 1     | 0      | 1     |
| 29   | Lituania (LTU)              | 0   | 1     | 0      | 1     |
| 29   | Seychelles (SEY)            | 0   | 1     | 0      | 1     |
| 29   | Suiza (SUI)                 | 0   | 1     | 0      | 1     |
| 29   | Turquía (TUR)               | 0   | 1     | 0      | 1     |
| 38   | Marruecos (MAR)             | 0   | 0     | 3      | 3     |
| 39   | Sudáfrica (ZAF)             | 0   | 0     | 2      | 2     |
| 40   | Arabia Saudita (KSA)        | 0   | 0     | 1      | 1     |
| 40   | Canadá (CAN)                | 0   | 0     | 1      | 1     |
| 40   | Países Bajos (NED)          | 0   | 0     | 1      | 1     |
| 40   | Uzbekistán (UZB)            | 0   | 0     | 1      | 1     |